# Hildegard Temporini
Hildegard Temporini (Berlín, 14 de marzo de 1939-Tubinga, 30 de noviembre de 2004) fue una historiadora clásica y escritora alemana, muy conocida por su trabajo sobre el papel y la influencia de las mujeres en el Imperio romano temprano y medio. También fue coeditora de Aufstieg und Niedergang der römischen Welt e Historia, dos importantes publicaciones de historia antigua.

## Biografía
Nacida el 14 de marzo de 1939 en Berlín, pasó su infancia y adolescencia en Frankfurt. Habiendo terminado la escuela secundaria en 1958, comenzó a estudiar latín, arqueología, historia antigua e historia del arte en la universidad de esa ciudad, pero siguiendo el consejo de uno de sus profesores se mudó a Tubinga a finales de 1959 para estudiar con Joseph Vogt. Permanecería en la Universidad de Tubinga por el resto de su carrera. Recibió su doctorado en el invierno de 1966/67 después de escribir una disertación sobre el papel de la mujer en la corte real durante el reinado de Trajano; esto abrió nuevos caminos en la historia antigua de lengua alemana, que aún no estaba acostumbrada a aplicar estudios de género al tema. Posteriormente investigó las regulaciones de sucesión en el Imperio Romano, intentando conciliar las diferencias en el material histórico y arqueológico disponible, y por este trabajo inédito recibió su habilitación de la universidad en 1975.
Después de doctorarse, comenzó a trabajar como asistente en Tubinga. Ascendida primero al puesto de profesora universitaria en 1976 y luego a profesora adjunta al año siguiente, ocupó el cargo de profesora asociada desde 1979 hasta su muerte en 2004, mientras continuaba su carrera académica activa. Aunque gran parte de su trabajo se centró en sus exploraciones del papel de la mujer en la primera mitad del Imperio romano, Temporini también investigó cuestiones de pensamiento político en la antigüedad. Su trabajo se caracteriza por la aplicación previsora de la investigación basada en el género, combinada con un análisis detallado no sólo de evidencia textual sino arqueológica y numismática, lo que muestra la gran influencia que tuvieron las enseñanzas de Vogt en su enfoque.
Durante este tiempo, fue coeditora de dos publicaciones de importancia internacional: Aufstieg und Niedergang der römischen Welt (ANRW; Auge y decadencia del mundo romano en español) y la revista académica Historia. Temporini jugó un papel clave en la creación de la ANRW, que comenzó en 1972 como un festschrift en honor a su mentor Vogt; editó los primeros volúmenes ella sola y más tarde se le unió el filólogo clásico Wolfgang Haase. También ocupó un puesto similar en Historia en 1984, tras la marcha de Karl Friedrich Stroheker, y editó ambas publicaciones hasta su muerte. En 2002, también editó una antología de ensayos titulada Die Kaiserinnen Roms: Von Livia bis Theodora («Las emperatrices de Roma: de Livia a Theodora»), que se convirtió en un manual importante para este campo.
Temporini, que estaba casada con el abogado Wolfgang Graf Vitzthum, falleció el 30 de noviembre de 2004 tras una larga y grave enfermedad.

### Citas
1. 1 2  Heinen, 2005, p. III.
2. 1 2 3  Meier, 2005.
3. ↑  Hermann-Otto, 2012.
4. 1 2  
Meier, 2005; Hermann-Otto, 2012.
5. ↑  
Heinen, 2005; Meier, 2005.
6. ↑  
Meier, 2005; Heinen, 2005.
7. ↑  Heinen, 2005, pp. III–IV.
8. ↑  
Meier, 2005; Hermann-Otto, 2012; Heinen, 2005.
9. ↑  Heinen, 2005, p. IV.